# Duet・してくだΨ
「Duet♡してくだΨ」（デュエット してくだサイ）は、斉木ックラバー feat.斉木楠雄（神谷浩史）、照橋心美（茅野愛衣）、相卜命（喜多村英梨）のシングル。

## 概要
カップリング曲として、斉木ックラバーが歌う「Duet♡してくだΨ（斉木ックラバー ver.）」「続・ジャッジメント・ナイツ・オブ・サンダー 〜忘却の果て」が収録されている。オリコンランキング最高は135位だった。
「Duet♡してくだΨ」はテレビ東京系列で放送されたテレビアニメ『斉木楠雄のΨ難』第2期のエンディングテーマ（第2クール）として、第13χから第24χ、完結編で使用された。

## 収録曲
1. Duet♡してくだΨ
  - 歌：斉木ックラバー feat.斉木楠雄（神谷浩史）、照橋心美（茅野愛衣）、相卜命（喜多村英梨）
  - 作詞：只野菜摘 / 作曲・編曲：斉木ックラバー

テレビアニメ『斉木楠雄のΨ難』第2期第2クール、完結編エンディングテーマ
2. Duet♡してくだΨ（斉木ックラバー ver.）
  - 歌：斉木ックラバー
3. 続・ジャッジメント・ナイツ・オブ・サンダー 〜忘却の果て
  - 歌：斉木ックラバー
4. Duet♡してくだΨ（Instrumental）
5. Duet♡してくだΨ（斉木ックラバー ver.）（Instrumental）
6. 続・ジャッジメント・ナイツ・オブ・サンダー 〜忘却の果て（Instrumental）